# Martin Schönfeld
Martin Schönfeld (* 4. Februar 1922) ist ein ehemaliger deutscher Fußballspieler, der 1949/50 für die BSG Gera Süd in der Ostzonen-Fußball-Liga spielte.

## Sportliche Laufbahn
Die 1949 als höchste Spielklasse für den ostdeutschen Fußballbetrieb gegründete Ostzonenliga, die spätere DDR-Oberliga, ging mit 14 Mannschaften an den Start, dazu gehörte auch die Betriebssportgemeinschaft (BSG) Gera Süd. Diese beteiligte sich mit 20 Spielern, darunter der 27-jährige Stürmer Martin Schönfeld. Er bestritt seinen ersten Einsatz in der Ostzonenliga erst am 5. Spieltag, bei dem er sich in der Begegnung Gera Süd – BSG Hans Wendler Stendal (4:0), auf der rechten Seite stürmend, sofort mit einem Tor einführte. Bis zum 16. Spieltag brachte er es auf insgesamt acht Oberligaspiele und zwei Tore. Danach trat er im überregionalen Ligenbetrieb nicht mehr in Erscheinung. 